# Caloplaca arizonica
Caloplaca arizonica är en lavart som beskrevs av Hugo Magnusson. Caloplaca arizonica ingår i släktet orangelavar och familjen Teloschistaceae.   Inga underarter finns listade i Catalogue of Life.